# Dierick Bouts der Jüngere
Dierick Bouts der Jüngere, auch Dieric Bouts, Dirck Bouts und Thierry Bouts, (* um 1448 wahrscheinlich in Löwen; † 2. Mai 1491 in Löwen) war ein niederländischer Maler.

## Leben
Dierick Bouts d. J. war der älteste Sohn des Malers Dierick Bouts d. Ä, von dem er sicher auch ausgebildet wurde. Seine Tätigkeit als Maler ist mehrfach in alten Dokumenten belegt. Ab 1475 soll er, zusammen mit seinem ebenfalls als Maler tätigen jüngeren Bruder Aelbert Bouts, mehrere, vom Vater unfertig hinterlassene Bilder vollendet haben. Anfang der 1480er Jahre erhielt er unter anderem Zahlungen für Modellzeichnungen für die Kirche Sint Pieter in Löwen. 1486 wurden die beiden Brüder beauftragt, die Flügelaußenseiten des Abendmahl-Triptychons ihres Vaters in Sint Pieter zu bemalen.
Trotz dieser gesicherten Angaben war es der Kunstwissenschaft bis heute nicht möglich, Dierick Bouts d. J. mit Sicherheit ein Werk zuzuweisen, was den Schluss nahelegt, dass er sich dem Stil seines Vaters soweit anpasste, dass kaum noch eine Unterscheidung möglich ist. Dennoch wurde mehrfach versucht, Werklisten von ihm aufzustellen. Ein von Wauters aufgestellter Werkkatalog umfasste z. B. Arbeiten, die von der überwiegenden Mehrheit der Forscher als Werke des Vaters oder Rogier van der Weydens angesehen werden. Puyvelde versuchte ihn mit dem Meister der Tiburtinischen Sibylle gleichzusetzen, fand aber mit seiner These keine Bestätigung. Ähnlich erging es Schöne, der in dem Münchner Flügelaltar Die Perle von Brabant, eine Arbeit von seiner Hand sehen wollte. Grundlage für diese These war der Umstand, dass der Flügelaltar, aufgrund seines miniaturhaften, viel zu gefälligen Charakters von einigen Forschern nicht als Werk Dierick Bouts d. Ä. angesehen wird, weshalb sie ihn einem anonymen Künstler zuschrieben, dem sie den Notnamen Meister der Perle von Brabant gaben. Schöne versuchte nun, diesen Meister als Dierick Bouts d. J. zu identifizieren, stieß aber größtenteils auf Ablehnung, da die Mehrheit der Forscher den Münchner Flügelaltar, aufgrund seiner hohen Qualität, auch weiterhin als ein Werk des Vaters betrachtet.

## Zugeschriebene Werke
Die im Folgenden aufgeführten Werke stellen eine Auswahl der Bilder dar, die von verschiedenen Forschern als mögliche Arbeiten von Dierick Bouts d. J. angesehen werden. Die Mehrheit der Forscher hält sie aber weiterhin für Werke von Dierick Bouts d. Ä., Aelbert Bouts oder für Arbeiten unbekannter Nachfolger.

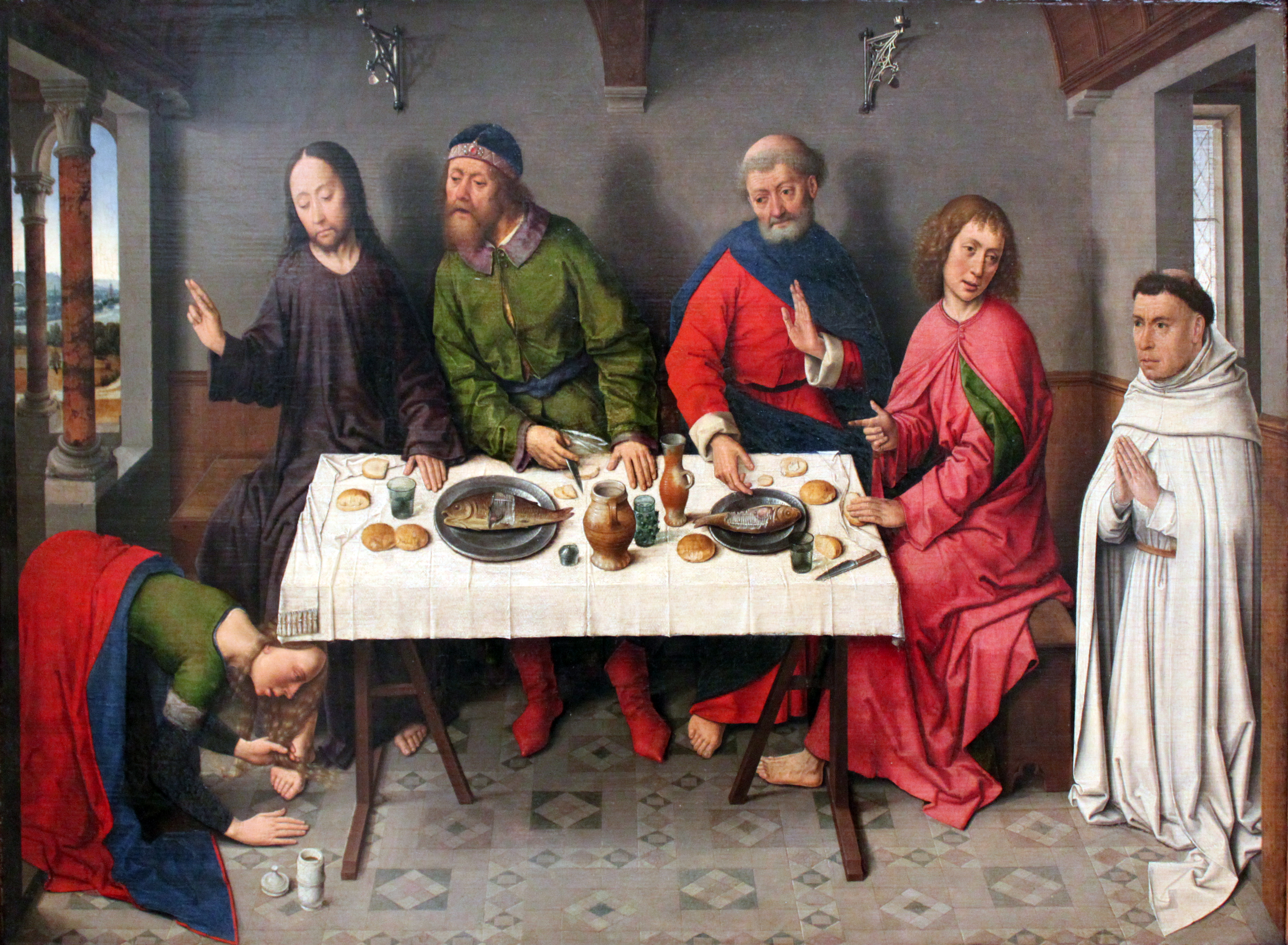
Berliner Gemäldegalerie: Jesus im Haus des Pharisäers Simon

- Antwerpen, Königliches Museum der Schönen Künste
  - Die Geburt Christi.
- Berlin, Gemäldegalerie
  - Jesus im Haus des Pharisäers Simon.
- Brügge, Sankt Salvator
  - Flügelaltar mit dem Martyrium des Hippolytus.
- Brüssel, Musées Royaux des Beaux-Arts
  - Das ungerechte Urteil des Kaiser Otto.
  - Maria mit dem Kinde.
  - Maria mit dem Kinde.
- Madrid, Museo del Prado
  - Triptychon mit Verkündigung, Heimsuchung, Geburt und Anbetung der Könige.
- München, Alte Pinakothek
  - Flügelaltar: "Die Perle von Brabant".
- Paris, Musée National du Louvre
  - Die Beweinung Christi.
- Philadelphia, Philadelphia Museum of Art
  - Moses und der brennende Busch.